# 사회민주당 (2024년 대한민국)
사회민주당(社會民主黨)은 2024년에 정의당에서 탈당한 인사들이 주축이 되어 창당한 대한민국의 진보정당이다.
22대 총선에는 직접적으로 참여하지는 않았지만, 기본소득당과 새진보연합으로 연대한 뒤 비례대표 연합 정당인 더불어민주연합에 합류하여 한창민 후보자가 당선되어 원내에 입성하였다.